# 시트로엥 GT by 시트로엥
시트로엥 GT by 시트로엥(프랑스어: GT by Citroën)은 시트로엥에서 2008년에 파리 모터쇼에서 발표한 프로토타입 스포츠카이다. GT by 시트로엥은 시트로엥과 게임 그란 투리스모를 개발한 폴리포니 디지털의 협업으로 설계된 컨셉트 카였는데, 총 6대 생산 계획이 있었으나 제작 비용 문제로 2010년 계획이 취소되어 포드의 5.4리터 V8 엔진을 단 프로토타입 외에는 생산된 적은 없다.

## 총 생산댓수
2009년 6월 시트로엥은 일반 대중에게 판매하기 위해 극히 제한된 수의 GT를 생산할 계획을 확인하였다. 각각 210만 달러의 비용이며, 6대만 생산되었다. 2010년 7월 생산이 중단되었다는 소문이 있었다.그러나  일부 차종은 이미 도로 주행 라이센스를 받았기 때문에 이 정보는 정확하지 않을 수 있다.

## 비디오 게임에서의 등장
- 그란 투리스모 5
- 그란 투리스모 6
- 그란 투리스모 스포트
- 아스팔트 8: 에어본[3]
- 아스팔트 9: 레전드
- The Crew 2[4]